# Jente Bouckaert
Jente Bouckaert (Mortsel, 15 januari 1990) is een Belgische atleet. Hij was gespecialiseerd in de 400 m. Hij werd in 2012 Europees kampioen op de 4 × 400 m estafette.
De Europese kampioenschappen van 2012 in Helsinki dreigden voor Bouckaert in eerste instantie op een regelrechte deceptie uit te lopen. In de halve finale van zijn 400 m werd hij namelijk gediskwalificeerd, nadat hij de lijn van zijn baan had overschreden. Op het estafettenummer nam hij echter revanche op deze beslissing. Samen met Antoine Gillet en de gebroeders Jonathan en Kevin Borlée snelde hij op de 4 × 400 m naar de overwinning in 3.01,09. Bouckaert werd geselecteerd voor het estafetteteam op de 4× 400m voor de Olympische spelen later dat jaar, maar de atleet blesseerde zich in de voorbereiding en werd vervangen door Michaël Bultheel.
Bouckaert studeerde verpleegkunde en is aangesloten bij Atletiekclub Kapellen (KAPE).

## Internationale kampioenschappen
| Onderdeel | Titel             | Jaar |
| --------- | ----------------- | ---- |
| 4 × 400 m | Europees kampioen | 2012 |

## Persoonlijke records
Outdoor
| Onderdeel | Prestatie | Datum         | Plaats  |
| --------- | --------- | ------------- | ------- |
| 200 m     | 22,15 s   | 18 april 2012 | Bornem  |
| 300 m     | 33,98 s   | 28 mei 2012   | Lokeren |
| 400 m     | 46,25 s   | 17 juni 2012  | Brussel |

## Palmares

### 400 m
- 2011: 6e BK AC - 48,23 s (in serie 47,99 s)
- 2012: 5e BK AC indoor - 49,95 s
- 2012:  BK AC - 46,25 s
- 2012: DSQ ½ fin. EK (in serie 46,37 s)

### 4 × 400 m
- 2012:  EK - 3.01,09